# Khalifa Al Hammadi
Khalifa Al Hammadi est un footballeur international émirati né le 7 novembre 1998. Il évolue au poste de défenseur à l'Al-Jazira Club.

## Biographie

### En club
Il débute avec l'Al-Jazira Club le 30 novembre 2017, en championnat des Émirats arabes unis, contre l'équipe de Sharjah FC. Titulaire, il sort du terrain à la 63e. Le match est remporté par Al Jazira (1-2). 
En décembre 2017, il participe à la Coupe du monde des clubs, disputant une rencontre en demi-finale face au Real Madrid.
L'année suivante, il participe à la Ligue des champions d'Asie, inscrivant un but contre l'équipe iranienne du Persépolis FC en mai 2018.

### En sélection
En janvier 2019, il est retenu par le sélectionneur Alberto Zaccheroni afin de participer à la Coupe d'Asie des nations avec l'équipe des Émirats arabes unis. 